# Ilia Mate
Ilia Mate (Ucrania, Unión Soviética, 6 de octubre de 1956) es un deportista soviético retirado especialista en lucha libre olímpica donde llegó a ser campeón olímpico en Moscú 1980.

## Carrera deportiva

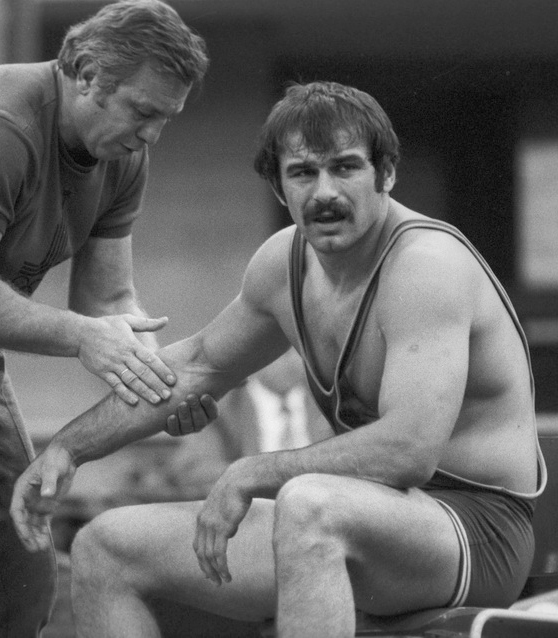
Ilia Mate en 1980

En los Juegos Olímpicos de 1980 celebrados en Moscú ganó la medalla de oro en lucha libre olímpica de pesos de hasta 100 kg, por delante del luchador búlgaro Slavcho Chervenkov (plata) y el checoslovaco Július Strnisko (bronce).